# Lipopolisaccaride

Strutture di lipopolisaccaride

Il lipopolisaccaride (LPS) è uno dei componenti dello strato esterno della parete cellulare dei batteri Gram-negativi. Si trova nel foglietto esterno della membrana esterna di questa classe di batteri, mentre il foglietto interno è costituito da fosfolipidi. Si tratta di una grande molecola costituita da una porzione lipidica e una polisaccaridica in grado di suscitare forti risposte immunitarie negli animali.
Il termine lipooligosaccaride (LOS) è usato per riferirsi ad una forma a basso peso molecolare di lipopolisaccaridi batterici.

## Struttura
Gli LPS sono costituiti da tre regioni principali:
- il lipide A ovvero la porzione glicolipidica;
- un core oligosaccaridico;
- l'antigene O, ossia una catena polisaccaridica costituita da 20-50 unità ripetitive che generalmente possono contenere fino ad otto zuccheri.

### Lipide A
Il lipide A è formato da un dimero di glucosamina che lega (attraverso legami esterei e ammidici) in posizione 2, 3, 2' e 3' delle catene di acidi grassi di diversa lunghezza, che ne migliorano l'ancoraggio alla membrana esterna del batterio; i più comuni sono acido caproico, acido laurico, acido palmitico, acido miristico e acido stearico. La sua natura glicolipidica gli permette di ancorarsi nella membrana esterna dei batteri, mentre la porzione polisaccaridica dell'LPS sporge all'esterno della membrana. Il lipide A rappresenta l'endotossina batterica che svolge l'azione tossica sull'organismo.

### Core

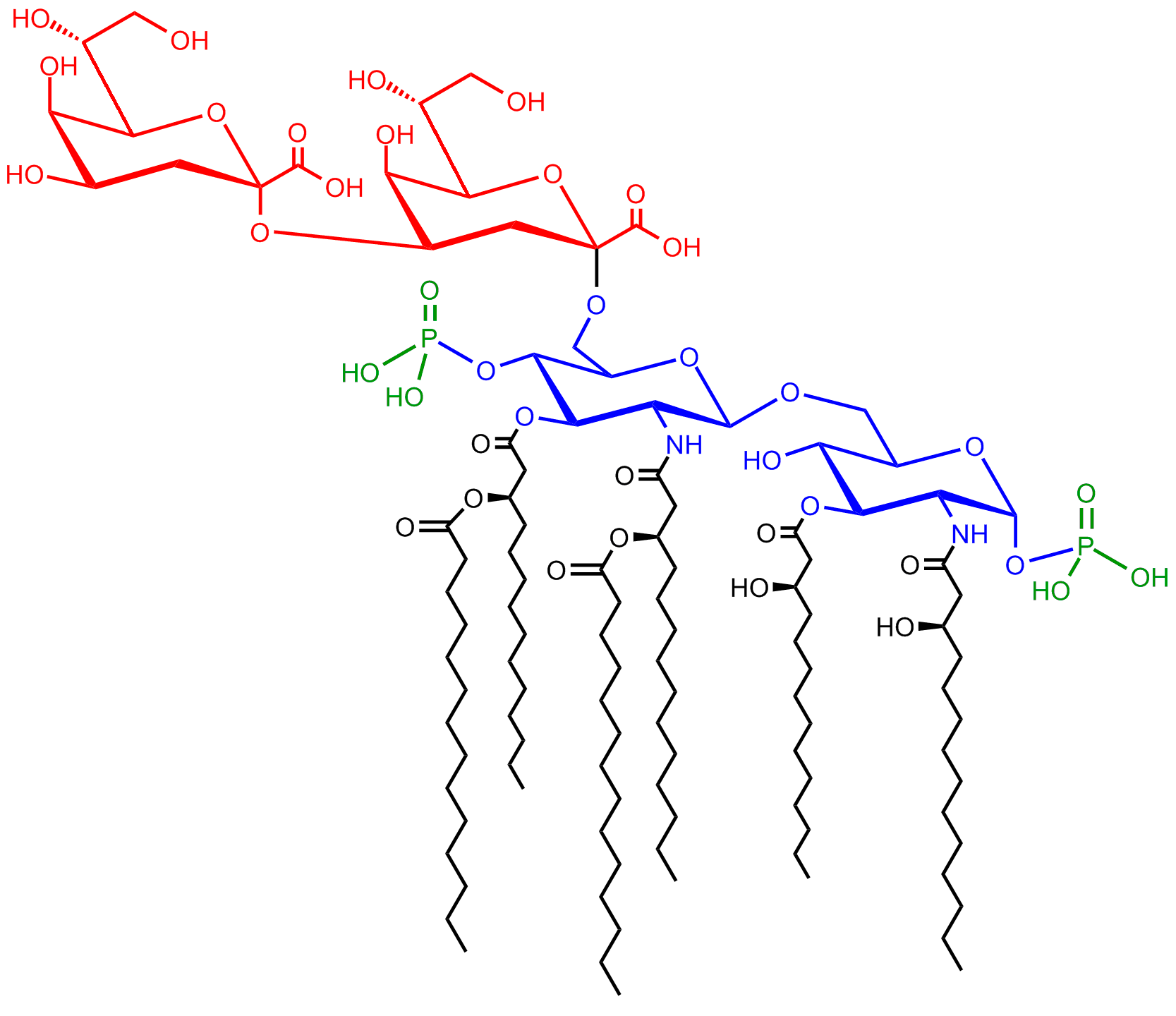
Il saccarolipide Kdo_{2}-Lipide A.
Residui glucosamina in blu, residui Kdo in rosso, catene aciliche in nero e gruppi fosfati in verde.

Il Core oligosaccaridico è costituito da circa 9-12 unità saccaridiche. Spesso contiene uno zucchero eptoso, etanolammina e acido 2-keto-3-deossiottonico (KDO). Si tratta della porzione idrofila della molecola (insieme alla catena laterale) e può essere anche chiamata porzione comune.

### Antigene O
L'antigene O (O-Specific Chain), detto anche catena laterale, è costituito da una ripetizione di 20-50 unità che compongono 4-8 zuccheri comuni (glucosio, galattosio, mannosio) o specifici della specie (abequosio, paratosio, colitosio). Rappresenta la porzione più esterna, e quindi quella esposta al sistema immunitario. Oltre ad essere diverso nelle diverse specie può anche essere diverso all'interno della specie, caratterizzando quindi i diversi ceppi.

## Caratteristiche
L'antigene O-specifico del lipopolisaccaride è responsabile inoltre da un'intensa risposta da parte dell'organismo, con febbre e shock dovuti all'aumento della permeabilità vasale e alla vasodilatazione. La dispersione nell'organismo in concentrazioni elevate può risultare fatale.

## Immagini correlate

Assemblamento finale LPS: le subunità dell'Antigene O sono traslocate attraverso la membrana interna (dal Wzx) dove sono polimerizzate (dal Wzy, la lunghezza della catena è determinata dal Wzz) e legate (dal WaaL) alle molecole del core-lipide A (che sono state traslocate dal MsbA).

Trasporto LPS: le molecole complete di LPS sono trasportateattraverso il periplasma e la membrana esterna dalle proteine LptA, B, C, D, E, F, e G